# Умершие в марте 2006 года
Это список известных людей, соответствующих установленным критериям значимости (см. Википедия:Критерии значимости персоналий), умерших в марте 2006 года.
Причина смерти указывается лишь в исключительных случаях (убийство, самоубийство, гибель в результате военных действий, смертная казнь, ДТП или несчастные случаи). В остальных случаях — не указывается.

## Список

### 1 марта
- Берг, Раиса Львовна (92) — советский генетик, популяризатор науки и мемуарист. Доктор биологических наук.

### 2 марта
- Грац, Леопольд (76) — австрийский политик.
- Маньков, Аркадий Георгиевич (92) — советский и российский историк.
- Хеуэр, Вальтер (77) — эстонский, ранее советский, шахматист.

### 3 марта
- Рар, Глеб Александрович (83) — русский зарубежный журналист, церковный историк, церковный и общественный деятель.
- Фишер, Эльсе (88) — шведская танцовщица, хореограф, актриса, театральный режиссёр и драматург.

### 5 марта
- Бабич, Милан (50) — хорватский политик сербского происхождения, первый президент Республики Сербская Краина (апрель 1991 — февраль 1992); покончил с собой в тюремной камере в Гааге.
- Вага-Мандри, Лайне (83) — эстонская театральная актриса[1]
- Куклинский, Ричард (70) — американский наёмный убийца, утверждавший, что убил более чем 200 человек; естественные причины.

### 6 марта
- Дана Рив (44) — американская актриса, певица и филантроп, вдова Кристофера Рива; рак лёгких
- Куперман, Исер Иосифович (84) — советский и американский шашист.

### 7 марта
- Алиев, Агиль Алирза оглы (79) — учёный-экономист, член-корреспондент НАН Азербайджана;
- Проскуряков, Владимир Александрович — советский учёный, химик-технолог, профессор.

### 8 марта
- Самсонов, Станислав Павлович (73) — участник Великой Отечественной войны, Герой Советского Союза.
- Чубаров, Анатолий Петрович (83) — советский государственный, хозяйственный и партийный деятель.

### 9 марта
- Кузьменко, Иван Прокофьевич (85) — подполковник Советской Армии, участник Великой Отечественной войны, Герой Советского Союза.
- Профьюмо, Джон Деннис (91) — военный министр Великобритании (1960—1963), ушедший в отставку из-за скандала с девушкой по вызову Кристин Килер (так называемое Дело Профьюмо).

### 10 марта
- Якимов, Алексей Петрович (92) — участник Великой Отечественной войны, Герой Советского Союза.

### 11 марта
- Милошевич, Слободан (64) — сербский политик, президент Югославии; умер в тюремной камере в Гааге от сердечного приступа; похоронен 18 марта в родном городе Пожаревац.
- Рольян, Хесус (37) — испанский ватерполист, вратарь, олимпийский чемпион 1996 года и двукратный чемпион мира (1998 и 2001); самоубийство.

### 12 марта
- Брезан, Юрий (89) — лужицко-немецкий писатель.

### 13 марта
- Буркацкая, Галина Евгеньевна (90) — дважды Герой Социалистического Труда.
- Джонстон, Джимми (61) — шотландский футболист, нападающий. Обладатель Кубка европейских чемпионов в составе глазговского «Селтика»[2].
- Стэплтон, Морин (80) — американская актриса, лауреат премий «Оскар», «Золотой глобус», «Эмми» и «Тони», включённая в Американский театральный холл славы; хроническая обструктивная болезнь лёгких.
- Шим, Эдуард Юрьевич (75) — русский писатель, драматург.

### 14 марта
- Данковский, Юлиуш — польский писатель, юрист.
- Леннарт Мери (76) — президент Эстонии, писатель и кинематографист.

### 15 марта
- Красавин, Павел Александрович (80) — полный кавалер ордена Славы.
- Раллис, Георгиос (87) — греческий политический деятель, премьер-министр Греции в 1980—1981.
- Усков, Василий Михайлович (95) — Герой Советского Союза.

### 16 марта
- Анре Нгуен Ван Нам (вьет. Anrê Nguyễn Văn Nam) (1922-2006) — вьетнамский католический епископ.
- Файнток, Дэвид (61) — американский писатель, автор произведений в жанре научной фантастики и фэнтези.

### 17 марта
- Гнидо, Пётр Андреевич (86) — генерал-майор Советской Армии, участник Великой Отечественной войны, Герой Советского Союза.
- Кассини, Олег (92) — американский дизайнер одежды.
- Миллер, Джордж Уильям (81) — 65-й Секретарь Департамента казначейства США.

### 19 марта
- Пузач, Анатолий Кириллович (64) — советский футболист, нападающий, автор первого мяча, забитого советскими клубами в Кубке чемпионов.
- Ходдер, Робин (68) — австралийский хоккеист (хоккей на траве), нападающий.

### 20 марта
- Ганьжин, Михаил Григорьевич (82) — полный кавалер ордена Славы.

### 21 марта
- Баршт, Абрек Аркадьевич (86) — участник Великой Отечественной войны, командир эскадрильи 118-го отдельного разведывательно-корректировочного авиационного полка (2-я воздушная армия, 1-й Украинский фронт), Герой Советского Союза, майор.

### 22 марта
- Белянский, Андрей Дмитриевич (75) — главный инженер — первый заместитель генерального директора АО «НЛМК».
- Домрачева, Лидия Михайловна (95) — советский и украинский врач-невропатолог, заслуженный врач УССР, участница Великой Отечественной войны.

### 23 марта
- Калугин, Николай Климентьевич (83) — советский и российский педагог.
- Колдуэлл, Сара (82) — американский оперный дирижёр.
- Кухто, Николай Кузьмич (86) — советский конструктор газотурбинных двигателей, лауреат Государственной премии СССР.
- Цымбал, Андрей Калинович (89) — участник Великой Отечественной войны, Герой Советского Союза.

### 24 марта
- Диков, Борис Александрович (88) — российский кларнетист и музыкальный педагог.
- Николаев, Александр Фёдорович (86) — участник Великой Отечественной войны, Герой Советского Союза.

### 25 марта
- Сухина, Евгений Васильевич (23) — украинский футболист.
- Титова, Вера Алексеевна (77) — актриса театра и кино, Заслуженная артистка России.
- Оуэнс, Бак (76) — американский певец и гитарист

### 26 марта
- Д’Арриго, Анджело (44) — итальянский спортсмен, пилот-дельтапланерист, обладатель нескольких мировых рекордов; авиакатастрофа.
- Карасёв, Михаил Дмитриевич (82) — участник Великой Отечественной войны.
- Досс, Десмонд[3] (87) - участник второй мировой войны, отказавшись от оружия по религиозным причинам, спас 75 боевых товарищей. Награжден высшей военной наградой Медаль Почёта (США)

### 27 марта
- Лем,.Станислав (84) — польский писатель-фантаст; умер в Кракове от болезни сердца.
- Нестеров, Валериан Алексеевич — чувашский историк.
- Финлей, Ян Гамильтон (80) — шотландский поэт, писатель, художник и садовник.

### 28 марта
- Анохин, Генрих Иосифович — российский географ и путешественник, кандидат исторических наук.
- Брудос, Джерри (67) — американский серийный убийца; умер в тюремной камере от рака печени.

### 29 марта
- Элисондо, Сальвадо (73) — мексиканский писатель.

### 30 марта
- Иван Иванов (82) — полный кавалер ордена Славы.

### 31 марта
- Кабанов, Виктор Александрович (72) — советский и российский химик.